# Agnibesa meroplyta
Agnibesa meroplyta är en fjärilsart som beskrevs av Louis Beethoven Prout 1938. Agnibesa meroplyta ingår i släktet Agnibesa och familjen mätare. Inga underarter finns listade i Catalogue of Life.